# 英國公主遊艇
英國公主遊艇股份有限公司，簡稱英國公主遊艇（英語：Princess Yachts Limited），是在1965年於英國德文群普利茅斯成立前身「Marine Projects (Plymouth) Ltd」。
1981年由南非商人Graham J. Beck入主，直至在2008年，由法國商人贝尔纳·阿尔诺所持有酩悅·軒尼詩－路易·威登集團旗下分支L Capital 2 FCPR，以5億美元收購該公司75%股權。而酩悅·軒尼詩－路易·威登集團主要品牌路易威登、克里斯汀·迪奧等超過60個品牌。
而該公司為全球第10大遊艇品牌，每年年產超過600艘遊艇。

## 連結
- princessyachts.com （页面存档备份，存于）